# How Sweet It Is (To Be Loved by You)
How Sweet It Is (To Be Loved by You) è un brano musicale scritto dal trio di autori Holland-Dozier-Holland e inciso per la prima volta nel 1964 dal cantante statunitense Marvin Gaye, pubblicato nello stesso anno come singolo estratto dal suo album How Sweet It Is to Be Loved by You.

## Tracce
- 7"

1. How Sweet It Is (To Be Loved by You)
2. Forever

## Cover
Una cover del brano è stata realizzata dal cantautore statunitense James Taylor nel 1975, pubblicata come singolo estratto dal suo album Gorilla.

### Tracce
- 7"

1. How Sweet It Is (To Be Loved by You)
2. Sarah Maria